# 非可換整域
数学の特に環論と呼ばれる抽象代数学の一分野における（非可換）整域あるいは域（いき、英: domain）とは、右または左零因子を持たない（つまり ab = 0 ならば a = 0 または b = 0 が成り立つ、零積律を満たすとも言われる）環のことを言う。しばしば自明でない（一つよりも多くの元を持つ）ことを仮定するが、域が乗法単位元を持つならば、この仮定は 1 ≠ 0 と同値であり、この場合の域は「左または右零因子を持たない非自明な環」のことになる。1(≠ 0) を持つ可換域は（可換）整域と呼ばれる。
定理 (Wedderburn)有限域は自動的に有限体になる。
零因子について（少なくとも可換環の場合には）位相幾何学的な解釈をすることができる。環 R が可換整域となるための必要十分条件は、R が被約環（つまり冪零元を持たない環）であり、かつそのスペクトル Spec R が既約位相空間となることである。前者の性質はある種の無限小の情報を保有しているとしばしば考えられ、対して後者はより幾何学的な情報を与えている。例えば、体 k 上の環 k[x, y]/(xy) は整域でない（x および y の属する類が零因子を与える）が、これは幾何学的にはこの環のスペクトルが既約でない（実際に、二つの既約成分である直線 x = 0 と y = 0 の和となる）ことに対応する。

## 域の構成
環が域であることを示す方法の一つは、特別な性質を持つフィルター付け（フィルトレーション）を提示することである。
定理R がフィルター付き環で、付随する次数環 gr R が域ならば、R 自身が域を成す。
この定理を利用するには、次数環 gr R を調べる必要がある。

## 例
- 各整数 n > 1 に対して、n の倍数全体の成す可換（擬）環 nZ は域を成すが、乗法単位元 1 を含まないので可換整域ではない[6]。
- 四元数の全体は非可換な域を成す。より一般に任意の可除代数はその非零元が全て可逆であるから域を成す。
- 四元整数（英語版）の全体は四元数の環の部分環として非可換環となるから、したがってそれ自身非可換な域を成す。
- 1 より大きい次数の行列環は零因子（特に冪零元）を持つから域を成さない。例えば、行列単位 E12 の自乗は零行列になる。
- K 上のベクトル空間のテンソル代数（つまり体 K 上の非可換多項式環）K⟨x1, …, xn⟩ が域となることは、非可換単項式上の順序を用いて証明できる。
- R が域で S が R のオア拡大（英語版）ならば、S 自身が域を成す。
- ワイル代数は非可換域である。実際、ワイル代数には微分に関する次数と全次数という二つの自然なフィルター付けがあり、どちらも付随する次数環は二変数多項式環と同型となるから、上述の定理によってワイル代数が域になることが示される。
- 体上の任意のリー環の普遍包絡環は域を成す。このことの証明には普遍包絡環上の標準フィルター付けとポワンカレ–バーコフ–ヴィットの定理（英語版）を用いる。

## 群環と零因子問題
群 G と体 K に対して、群環 R ≔K[G] は域となるかを考える。恒等式
{\displaystyle (1-g)(1+g+\cdots +g^{n-1})=1-g^{n}}
から有限な位数 n を持つ元 g から R の零因子 1 − g が得られる。零因子問題（カプランスキーの零因子予想）とはこれ以外の方法で零因子が得られないかどうかを問うものである。即ち、
零因子問題与えられた体 K と捩れのない群 G に対して、「群環  K[G] は零因子を含まない」という主張は真であるか
今のところ反例は知られていないが、問題は一般には未解決のままである（2007年現在）。 
様々な特定の群のクラスについては肯定的に解決されている。Farkas & Snider (1976)は「G が捩れの無い多重巡回×有限群 (polycyclic-by-finite group) で K が標数 char K = 0 の体ならば群環 K[G] は域を成す」ことを証明した。後に Cliff (1980) が体の標数に関する制限を取り除いている。Kropholler, Linnell & Moody (1988) はこれらの結果を捩れの無い可解群および可解×有限群の場合にまで一般化している。それより早く Lazard (1965) の成した研究は（その重要性は20年もの間この分野の専門家に省みられることは無かったが）、K が p-進整数環で G が GL(n, Z) の p-次合同部分群である場合を扱っていた。

## 注